# Dagboek van Jan Kruys

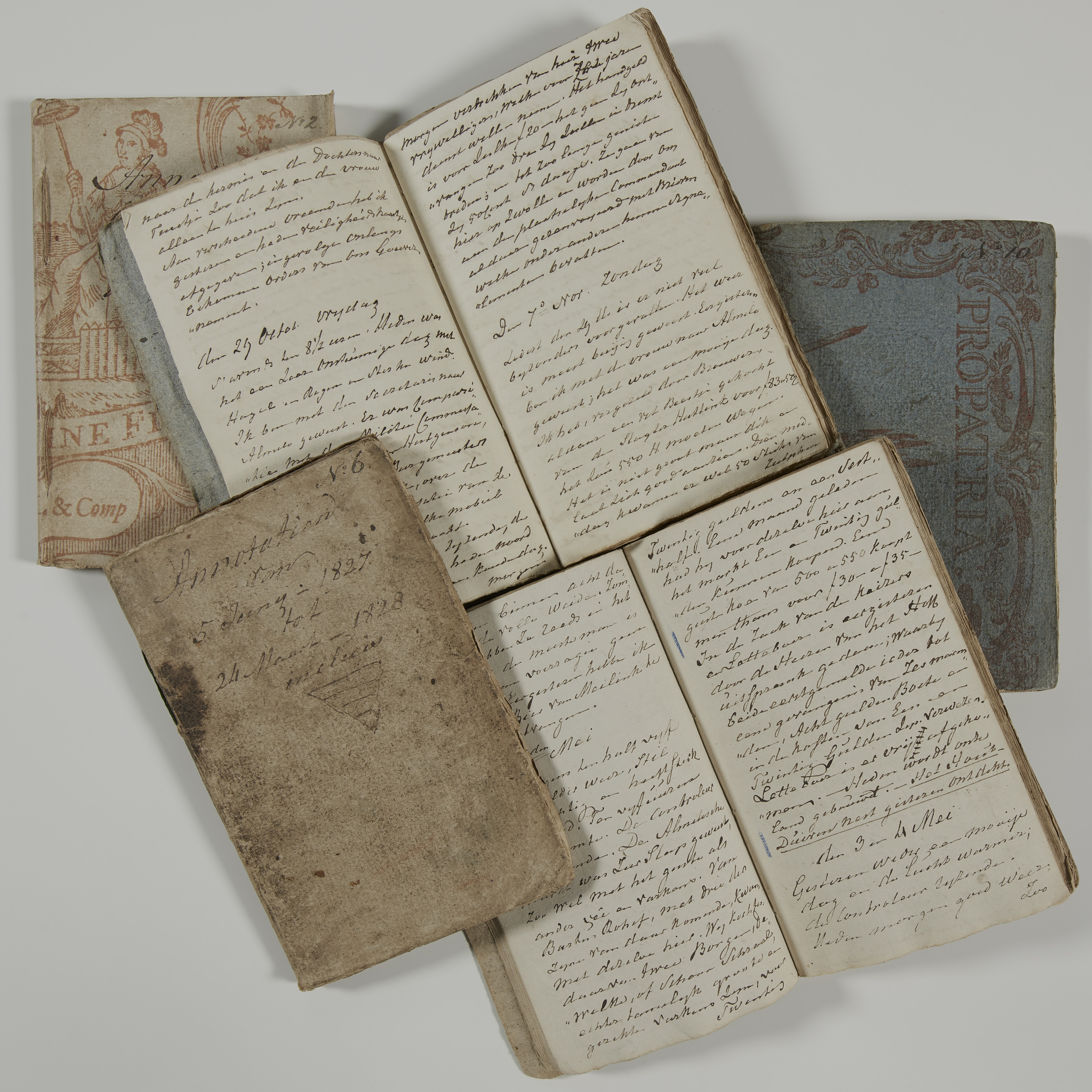
Dagboek van Jan Kruys (1817-1830)

Het dagboek van Jan Kruys is een negentiende-eeuws verslag van Jan Kruys, de laatste schout en eerste burgemeester van Vriezenveen in Overijssel. Het dagboek bestrijkt de periode 1817-1830.

## Over het dagboek
Jan Kruys (1767-1830) hield tussen 1817 en zijn overlijden in 1830 een gedetailleerd dagboek bij. De veertien delen zijn gearchiveerd door het Nederlands Instituut voor Militaire Historie (NIMH). Afschriften, transcripties en andere documenten worden bewaard in het Historisch Museum Vriezenveen.
Twaalf van de veertien boeken zijn tussen 2009-2014 getranscribeerd door Frans Harwig en Erik Berkhof in samenwerking met de Vereniging Oud Vriezenveen. Tijdens deze transcriptie werd het oude handschrift van Kruys omgezet naar een moderne, beter leesbare variant waarbij de oude spelling intact bleef.
Het werk geeft een beeld van het wel en wee in de Overijsselse gemeenschap aan het begin van de negentiende eeuw. Aan bod komen de groei en opbrengst van gewassen, aan- en verkoop van vee, weersomstandigheden en gebeurtenissen in en om Vriezenveen. Daarbij worden persoonlijke belevenissen gecombineerd met voorvallen die Kruys meemaakte uit hoofde van zijn functie.
Tijdens de ambtstermijn van Kruys (1818-1830) als schout en later als burgemeester van Vriezenveen, werd hij geconfronteerd met misdaden, branden, de stormvloed van 1825, sterfte door uitbraken van mazelen, kinkhoest en de Groninger ziekte van 1826. Hij voltrok huwelijken en hield het register van geboortes en overledenen bij. Kruys hield de Overijsselse gemeente nauwlettend in de gaten en greep in waar nodig, bijgestaan door zijn veldwachter en nachtwachten.

Een groot aantal Vriezenveners maakte deel uit van de ‘Rusluie’, een gemeenschap van Overijsselse kooplui en handelaars die tussen 1720 en 1917 in de stad Sint-Petersburg in Rusland woonden. Ook de familie Kruys handelde in de Russische hoofdstad en Kruys zelf, als ook zijn zonen, reisden af naar het Russische tsarenrijk. Kruys onderhield correspondentie met familie en vrienden in Rusland en noteerde hun wederwaardigheden in zijn dagboek.
Na zijn vertrek uit Sint-Petersburg woonde Kruys in Amsterdam waar, in 1793, zijn eerste vrouw overleed. In 1795 hertrouwde hij met Maria Johanna Ursinus Grevenstein (1774-1845). In 1799 keerden het gezin terug naar Vriezenveen. Ze kregen zes dochters en vijf zonen, die regelmatig in het dagboek voorkomen.

## Dagboekfragmenten

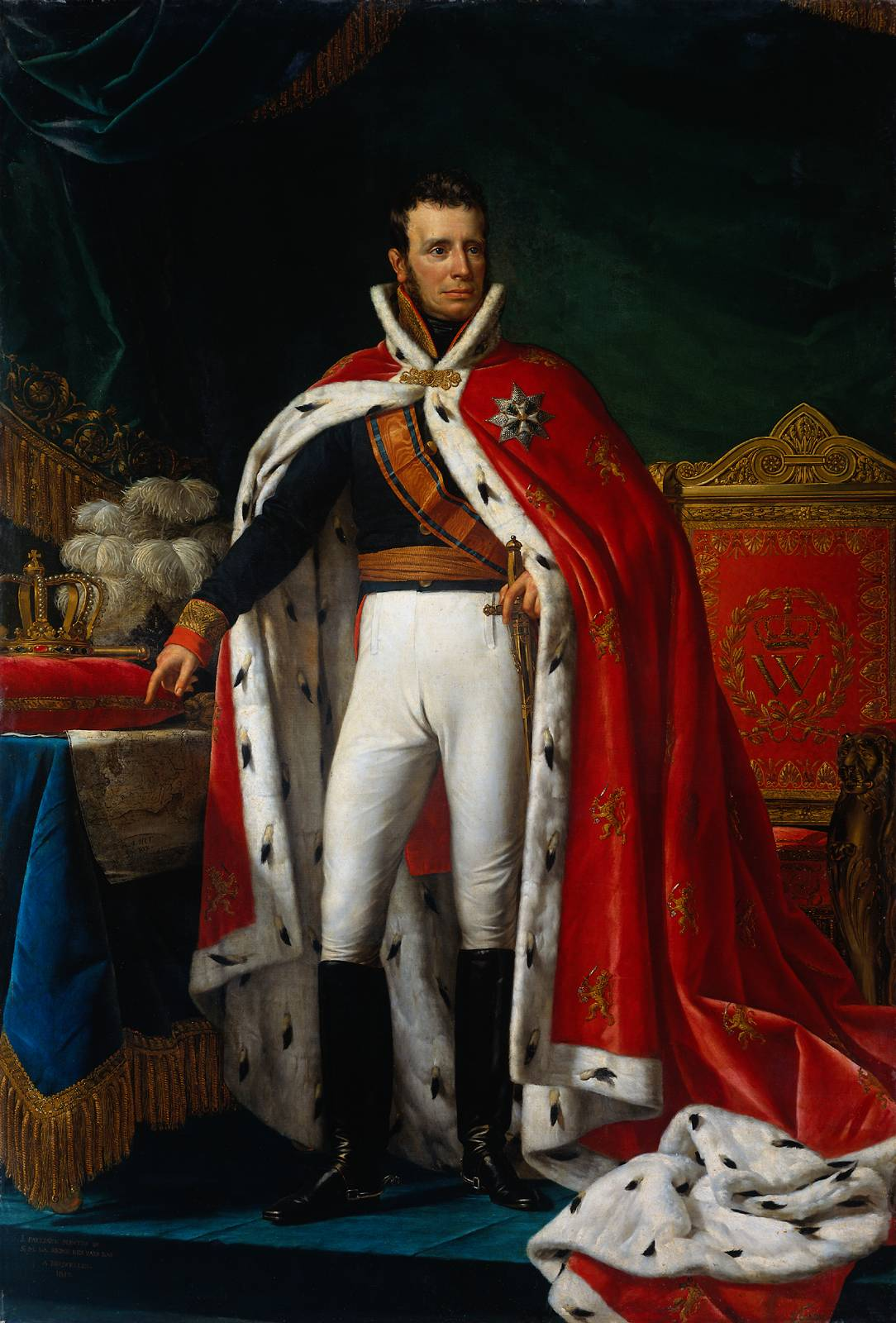
Koning Willem I. Jan Kruys werd in 1818 door Koning Willem I (afgebeeld) aangesteld als Schout van Vriezenveen.

Op 20 september 1818 kreeg Kruys per expres post via Zwolle bericht dat hij door Koning Willem I, de eerste Koning van het Koninkrijk der Nederlanden, was aangesteld als Schout van Vriezenveen. Begin november werd de nieuwe gemeenteraad benoemd. Kruys schreef in zijn dagboek:

In de voorige week zyn door de Gedeputeerde Staten op voordragt van Zijn Excellentie den Heer Graaf van Rechteren nog tot gemeenten raaden alhier benoemt: Derk de Lange, Barent Schoenmaker, Berent de Vries en Berent Hof. 
Derk de Lange en Jan Harms Drost waren al eerder op eene voorigen voordragt benoemt. Derk de Lange en Barent Schoenmaker zullen als Assessooren van den Schout fungeeren. Zo dat de regering vervolgens nu zal bestaan uit den Schout, de Secretaris en vijf gemeenten Raaden, de Assessooren daar onder begrepen.

### Bataafse Republiek
Ieder jaar op 18 juni stond Kruys even stil bij de Slag bij Waterloo in 1815, waar Napoleon Bonaparte verslagen werd. Een ‘glorierijke overwinning’ in de woorden van Kruys. In zijn aantekeningen van 19 januari 1823 keek hij terug op de binnenkomst van het Frans revolutionaire huzaren leger in Amsterdam, gevolgd door de uitroeping van de Bataafse Republiek:

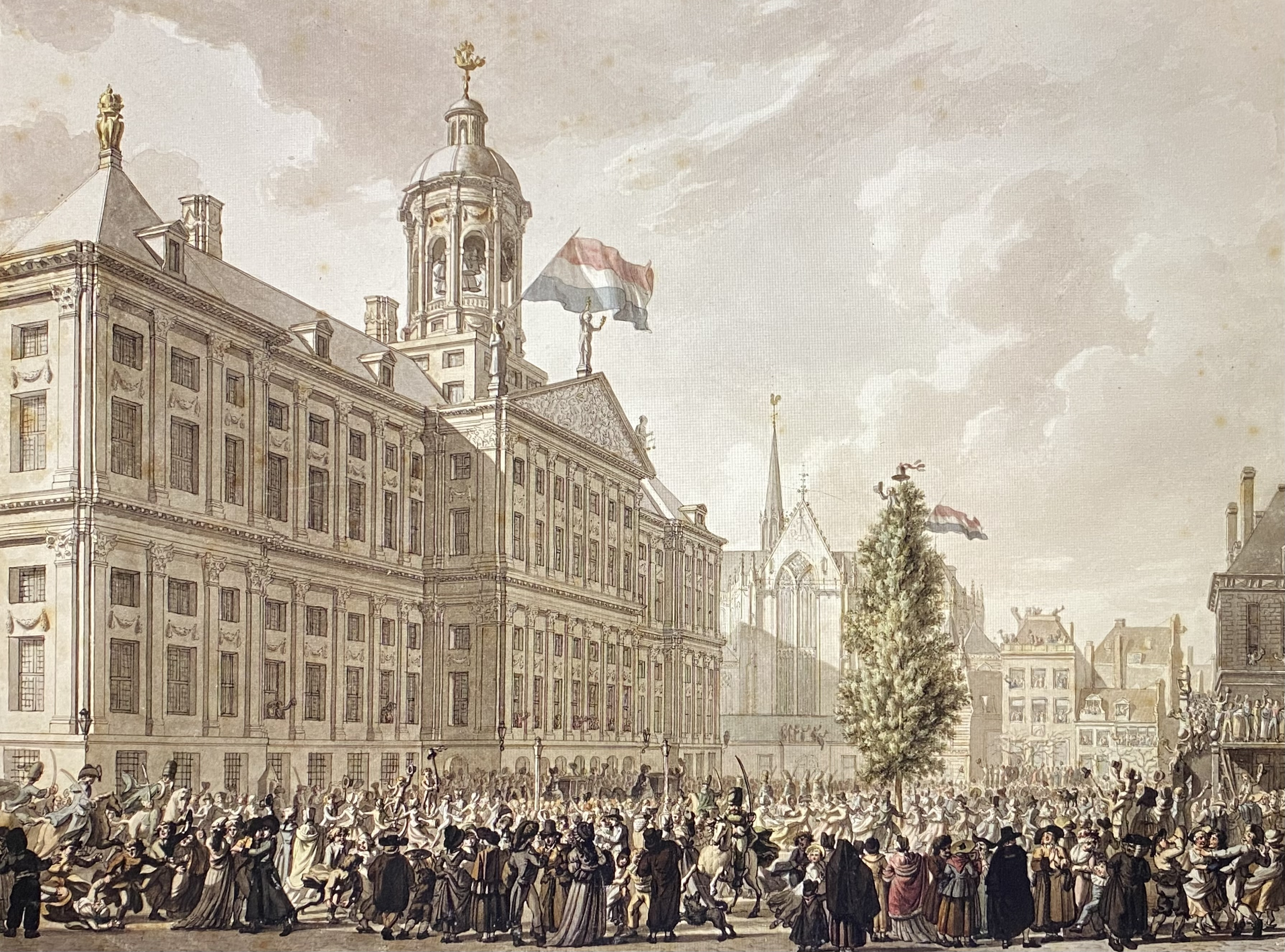
Vrijheidsboom op de Dam (Jurriaan Andriessen, 1795). Mensen dansen rondom de vrijheidsboom in Amsterdam. Tussen hen Franse huzaren met ontbloot zwaard. Links wappert de vlag van het stadhuis (nu het Koninklijk Paleis op de Dam). Bron: Openbaar Stadsachief Amsterdam.

Heden 28 jaren geleden, zijnde in 1795 trokken de Franschen in Amsterdam. Ik was destyds aldaar nog woonachtig en weduwnaar, onze bewoonde huis en winkel stond op het water voor de Papenbrug. Des avonds te voren was de geheele stad in beweging; doch er wierd hoegenaamd geen moedwil bedreven. Des morgens van dezen dag zag de eerste Franschen eene patrouille van 12 of 16 man op den Dam, voor het stadhuis aankomen. Den volgende dag tegen den avond rukten 2000 man cavallerie binnen; en des avonds kwam ook nog voetvolk binnen. Men plante een vrijheidsboom voor het stadhuis en den geheele stad was die dag op de been en vol gejuig.

### Russisch bezoek
Een ongewone situatie deed zich voor op 16 Maart 1823, toen de veldwachter drie Russische arrestanten binnenbracht die door niemand werden verstaan. Met behulp van een Vriezenvener die Russisch sprak (een van de ‘Rusluie’) liet Kruys de arrestanten verhoren. In zijn aantekeningen zette hij de situatie uiteen:

Gisteren morgen omstreeks half elf uuren wierden hier van Hellendoorn door den veldwagter geboeid aangebracht drie Russen, ten einde dezelven verder op naar en over de grenzen te doen transporteren. 
Zy waren te Kampen gearresteerd om dat zy van geen papieren waren voorzien. Men had te Hellendoorn die menschen niet kunnen verstaan. 
Ik liet hun dus door den Heer Jan Engberts ondervragen en men vernam dat ze behoord hadden tot de equipage van den Russen Brik [schip] den Ajax, welken bestemd was naar America. Dat dezelve by hard weer ergens op onze kust een sloep hadden uitgezet, dewelke na dat zy er met hun drien waren ingekomen, van het schip was afgeslagen en naar den wal was gedreven. 
Hier uit begreep men dat zy niet als vagabonden, de grenzen moesten worden overgebragt, maar dat zy aan een der Russche Consuls in dit Ryk moesten worden gerenvoyeerd, als zijnde onderdaanen van zijne Majesteit den Keizer aller Russen.

### De stormvloed van 1825
Wateroverlast is een terugkerend thema in het dagboek. In februari 1825 vond de grootste natuurramp van de negentiende eeuw plaats in Nederland. De watersnoodramp van 1825 werd veroorzaakt door een noordwesterstorm in combinatie met springtij, hoog binnenwater en verzwakte dijken. Ook de Duitse en Deense Waddenkusten waren zwaar beschadigd. In februari schreef Kruys:

De dagen van 4 en 5 dezer zyn voor veele ingezetenen, byzonder in deze Provincie, ook aan anderen buiten s' lands zeer noodlottig geweest; vermitys er zeer veel menschen en vee zyn verdronken, voor al in de plaatsen, liggende aan de Zuiderzee, als om Elburg, Kampen, Mastenbroek enz. Voor de noodlydenden zyn reeds maatregelen van gouvernementswegen genomen.

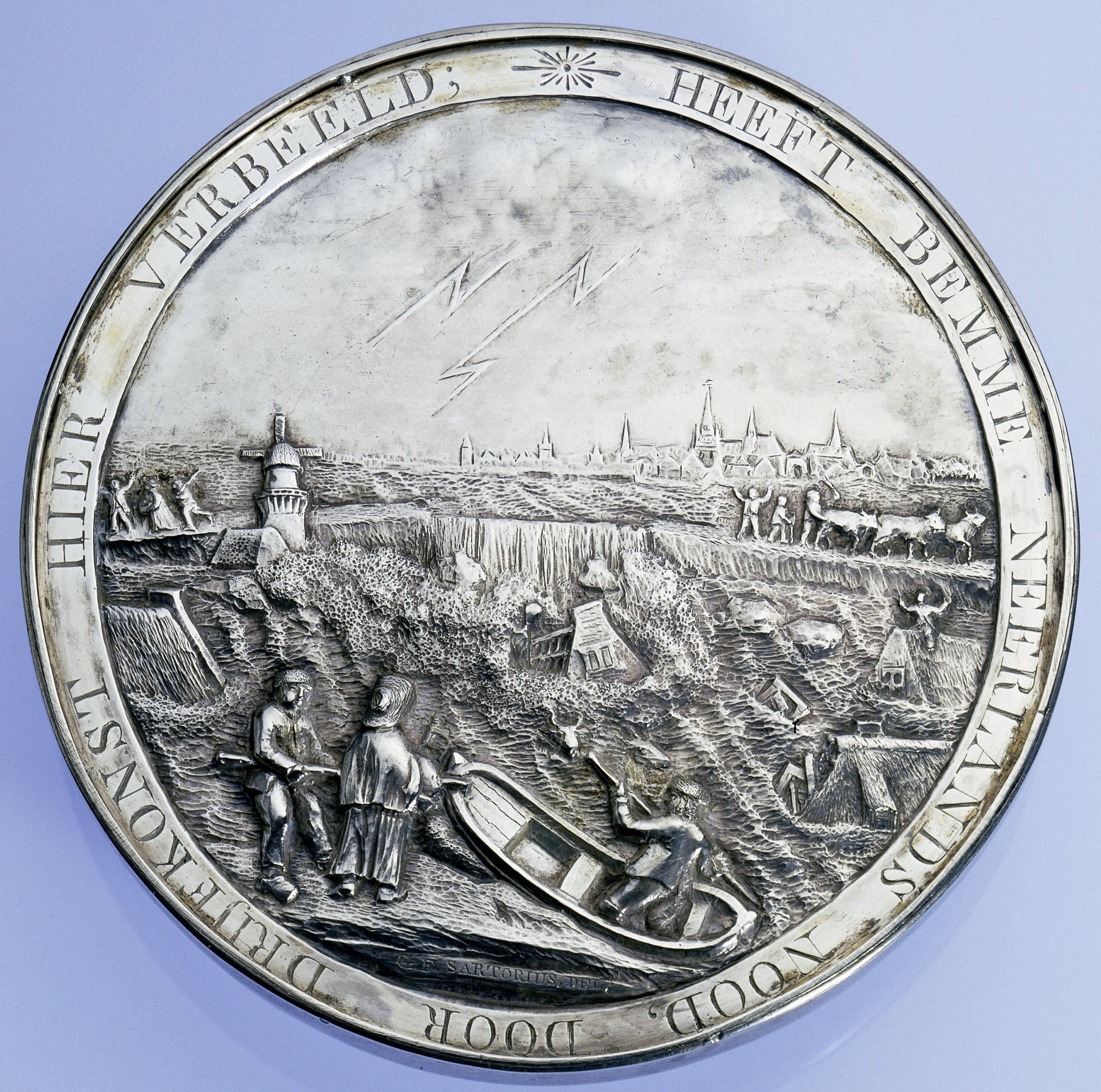
Herdenkingspenning uit 1825. Zilveren plaquettepenning ter nagedachtenis van de watersnoodramp van 1825 in Nederland. Bron: Rijksmuseum Amsterdam.

Ook dichter bij huis was Kruys betrokken bij de waterhuishouding en viel de inspectie en reparatie van dijken onder zijn verantwoordelijkheid. Een maand voor de watersnoodramp, op zondag 2 januari 1825, maakte hij de volgende aantekening: 

Ten één uren bedaarde de wind eenigzins en liep noordwestelyk. Ten 3 uren ging ik met de bode om het een en ander in oogenschyn te nemen. Ik bevond dat den westelyken wal van de Boerstege aanmerkelyk was af en ingespoeld. Aan het Kaadijkje bestond echter het meeste gevaar. Men had de holtigheden die daarin waren gespoeld, met boesschen [takkenbossen] gevuld, ten einde het water daarop te doen breken en verder over al het noodige reeds in het werk gesteld. Zoo dat er by een afnemende wind niets scheen te dugten. Omtrend 20 mannen vond ik er aan het werk. Ik gelaste een der wykmeesters Albert Kolthof, ingeval de wind weder mogte toenemen, zich met eenige manschappen, weder daarheen te begeven. Gelyk ook den afgelopen nacht is geschied. Als wanneer de wind weder opstak. Doch welke ook spoedig weder afnam, zonder merkelyk nadeel te veroorzaken.

### Reis naar Sint-Petersburg
De zonen van Kruys werkten in Rusland in de handel. Op 18 mei 1825 vertrok zijn zoon Johannes Kruys (1808-1855) met een gezelschap naar Sint-Petersburg. Johannes ging bij de firma Langhans en Harmsen in dienst. De reis ging van Almelo naar Lübeck aan de Oostzee, waar het gezelschap inscheepte voor de zeereis naar Sint-Petersburg. Het vertrek liep niet vlekkeloos omdat de reispas van Johannes op het laatste moment arriveerde, terwijl paard en wagen al klaar stonden. Het afscheid nemen viel Kruys duidelijk zwaar:

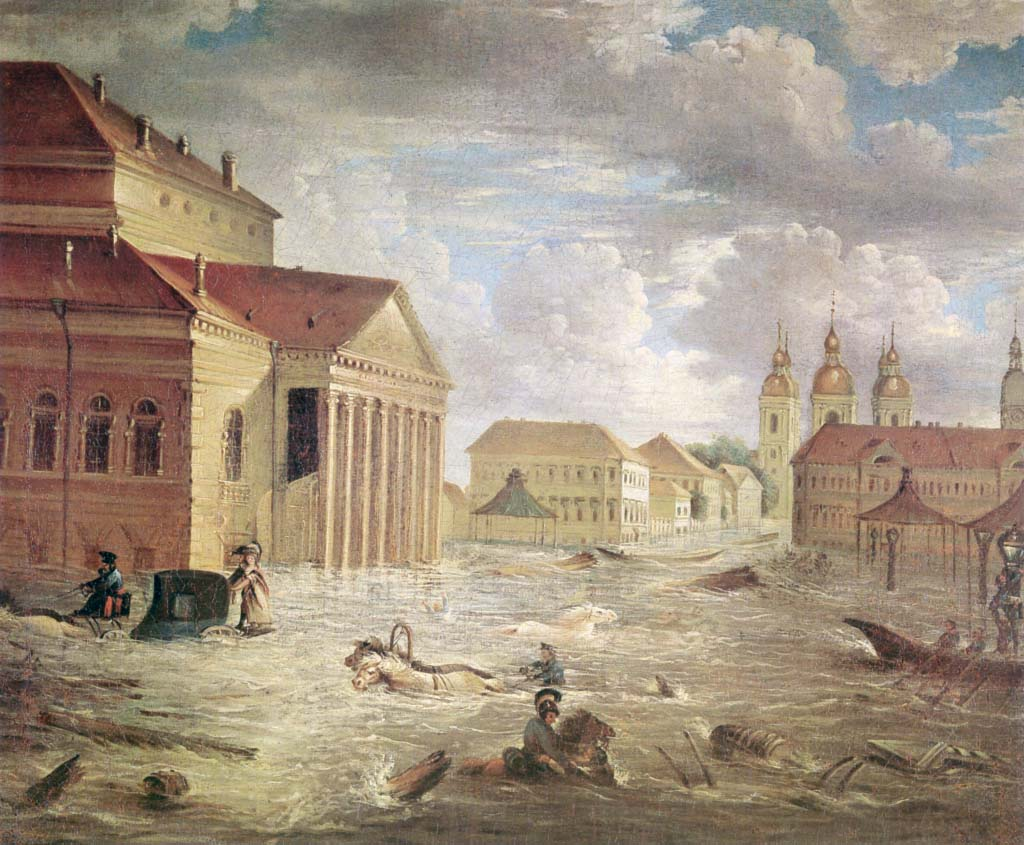
Bolshoi theater, Sint-Petersburg, 7 November 1824. In December 1824 kreeg Jan Kruys bericht uit Rusland van een van zijn zonen, Claas Kruys, dat de Neva rivier buiten haar oevers was getreden en een overstroming van Sint-Petersburg had veroorzaakt. De overstroming van 1824 staat bekend als de meest dodelijke overstroming in de geschiedenis van de Russische stad.

Gisteren is onze zoon Johannes naar St. Petersburg afgereist. Ik, myne vrouw en Alexander hebben hem naar Almelo vergezeld. Hy scheide nog al zeer gerust van de achterlatende betrekkingen, vermits zyn vertrek dien dag met de vrienden Hulshof, ten Cate en zyn neefje Joh. Kruys zeer onzeker was, dewyl men zyn reis pas nog met de post was verwagtende. In deze onzekerheid verkeerde men tot s'middags ten één uren, als wanneer de reiswagen reeds gereed stond om te vertrekken, toen ons de brief van het postkantoor met de ingeslotene pas, met den meesten spoed wierd bezorgd. Omstreeks ten half twee uren stapten ze reeds in de wagen, en reeden op Ootmarssum, Northoorn enz. met extra post om binnen drie dagen te Lubeck te zyn. Alwaar zy by hunne aankomst een schip in gereedheid zouden vinden om de reis te vervorderen (…). Niet te min heeft zyn vertrek my zeer aangedaan, want ik had dienst van hem en altyd was hy even gewillig en nimmer verdrietig, wanneer hy voor my de pen moest voeren.

### Veenbranden
Als het droog genoeg was vond in mei en juni het veenbranden plaats. De toplaag het droge  hoogveen werd opzettelijk afgebrand. De vrijkomende as bemestte het land waarna gewassen als boekweit, rogge en haver ingezaaid konden worden. Vooral met noordenwind was de smog van de branden, of zoals Kruys het noemde, de ‘veendampen’, sterk aanwezig in de gemeente. Het veenbranden was ook niet ongevaarlijk, zoals uit de beschrijvingen van Kruys op 19 mei 1826 blijkt:

Gisteren namiddag, onder den dienst, wierd my, te huis zynde, bericht, dat er aan het eind der bouwlanden, op en naast de Kerkstege zich vuur in het land bevond en dat het aldaar staande schape schot van Albert Knol was afgebrand. Bode noch veldwagter by de hand hebbende deed ik de buren op die hoogte daar van verwittigen, welke zich, ten deele uit de kerk, derwaards spoeden en den voortgang van het vuur zoo veel mogelyk was beletten. Tegens den avond wierd het stil. De Bode van het Oosteinde komende vertelde my dat ook het 3e bruggetje van de Paterye naar eene der leidyken was afgebrand en dat het vuur uit het noorden voort	

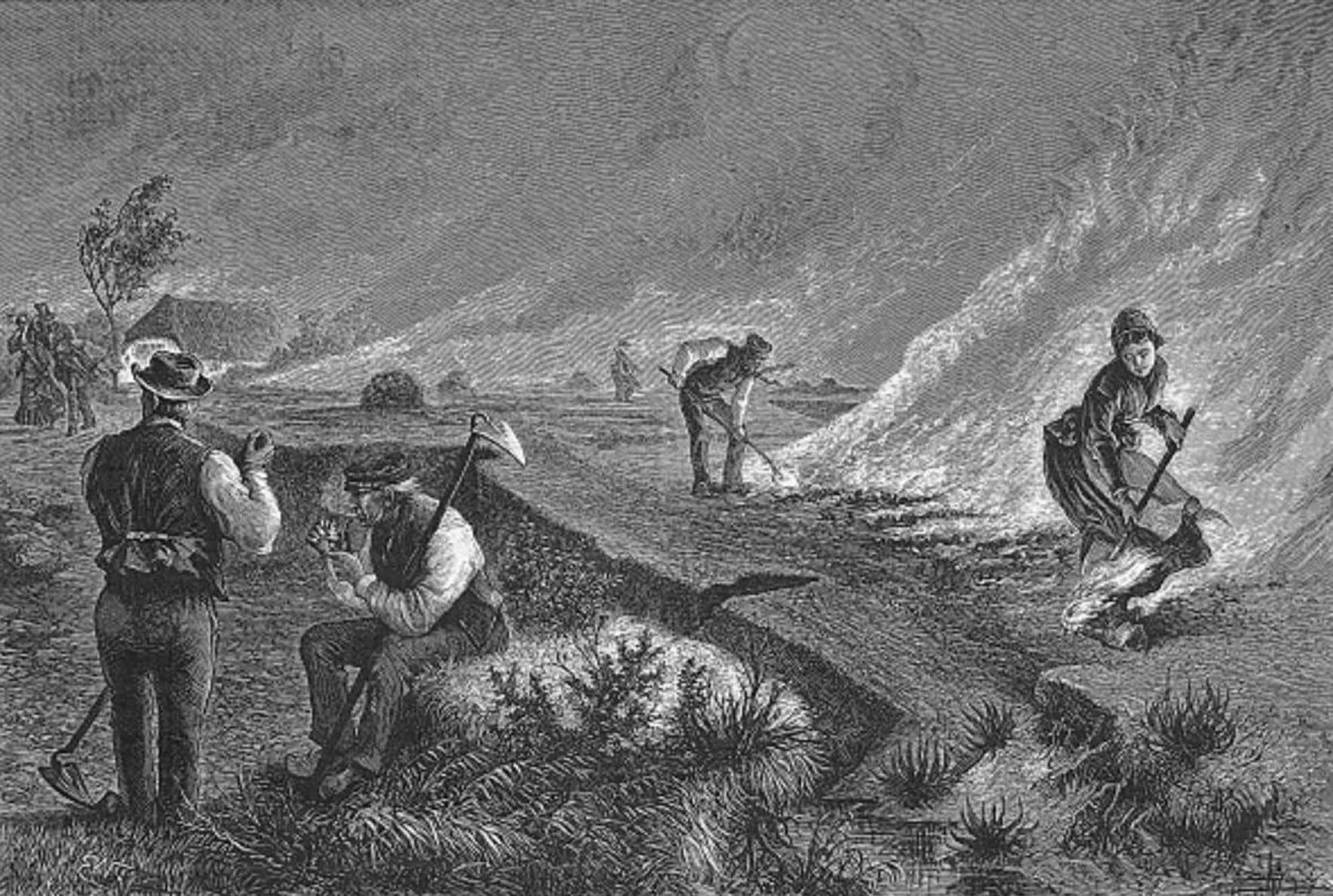
De veenbrandcultuur tussen 1700 en 1900. Hoogveengebieden werden gereed gemaakt voor de verbouw van gewassen zoals boekweit (gravure uit 1878).

gaande, zich een ruim end over de Paterye had verspreid. Heden morgen heb ik de veldwagter derwaards gezonden om bescheiden hier omtrend in te winnen; welke rapporteerd, dat het gezegde	bruggetje door het vuur is gedestrueerd zoo dat er weinig van eenigen waarde is overgebleven. Eenigzins vroeger kwam bericht in door Coenraad Mulder dat het vuur in den plaggenvaalt, staande achter of by het, zoo eeven gemelde afbebrande schape schot van Albert Knol, nog	helder opbrande en zulks zeer gevaarlyk was voorde omgelegene Landerijen. De Boode daar op ten spoedigsten met twintig mannen, ieder met een emmer (want	in die nabyheid was een Turfkuil met water) en een schop of greep, derwaards gezonden.

### Groninger ziekte
Op 8 oktober 1826 beschreef Kruys een ernstige ziekte die rondging in de provincies Groningen, Oost Friesland en ‘elders op de kleigronden’ die geplaagd waren door dijkdoorbraken en overstromingen. De sterfte onder de lokale bevolking was hoog, schreef Kruys.

In de stad Groningen zyn er in een week van 162 en 173 aan gestorven. Hetgeen de gewone sterfte meer dan agt malen overtreft. Het getal der zieken zou zelfs zeven duizend te boven gaan; maakende meer als het vierde gedeelte der bevolking der stad uit. Alle de militairen, zeer weinige uitgezonderd, zyn hier onder begrepen. Men heeft van elders eene menigte Doctoren ontboden, om hulp te verleenen.

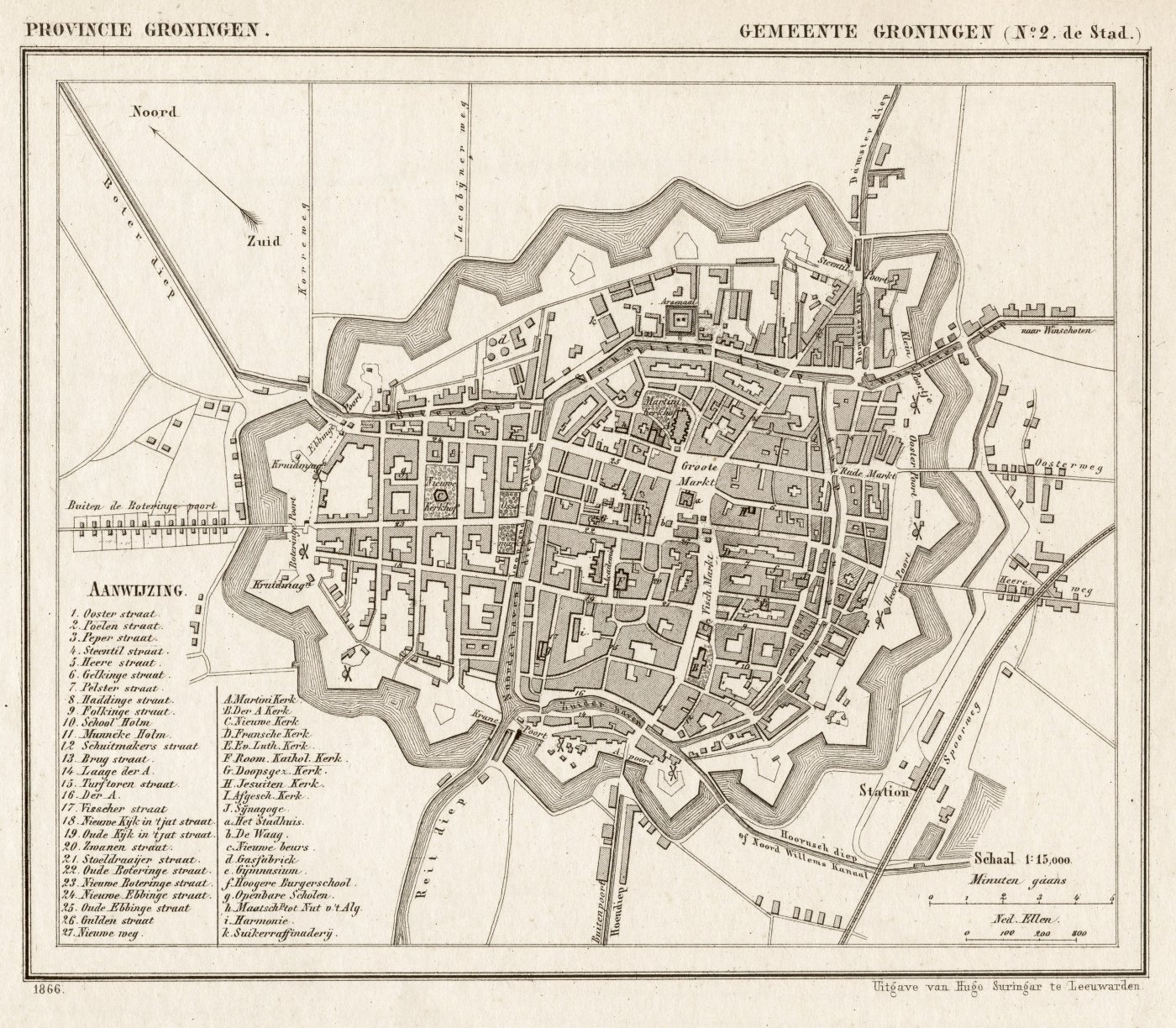
Stadsplattegrond. De stad Groningen in de negentiende eeuw (1866).

Hoewel Kruys de epidemie niet bij naam noemde, ging het hier waarschijnlijk om de ‘Groninger ziekte’ van 1826, veroorzaakt door een zeldzame uitbraak van malaria tropicana, mogelijk in combinatie met buiktyfus. De warme zomer na de overstromingen vormde de ideale omstandigheid voor de ziekteverwekkers.

### Onverwacht overlijden
Net voor de kerstdagen van 1826, op 22 december, kreeg Kruys bericht van de veldwachter over een plotseling overlijden. De vrouw, Jennigjen Dakhorst, echtgenote van Hendrik Holleman, wonende in het Westeinde zou doodgebloed zijn. Tijdens het verhoor van Hendrik’s scheper (schaapherder) kreeg Kruys de toedracht te horen:

De jongen getuigde dat de vrouw was gevallen en aanmerkelyk had gebloed en wonden in het hoofd gekregen had. Dat Holleman op dat moment zich op de Deele had bevonden en hy dien had geroepen; dat die zyn vrouw op een stoel had gebeurd en daarop dadelyk was overleden. (…)
Dit geval maakt zeer veel opspraak in den Gemeente, vermits Holleman en zyne vrouw zeer slegt met malkander zouden hebben geleefd; gedurig ja zelfs den morgen van het gebeurde in verschil zouden zyn geweest.

Kruys rapporteerde de zaak aan de officier van justitie en enige dagen later, op 26 december, werd een lijkschouwing gedaan door twee chirurgijns in aanwezigheid van een rechter, die uit Almelo waren afgereisd.

De wonden in het voorhoofd wierden geen sints doodelyk bevonden, doch aan het eind des onderzoeks ontdekte men dat ook den nek was gebroken waar door den subieten [dood] was veroorzaakt. Holleman wierd voor den operatie verhoord en na den afloop van het een en ander naar Almelo onder geleide van den veldwagter, en de nagtwagten Schipper en de Bolte, opgezonden.

Drie maanden later rapporteerde Kruys dat Hendrik Holleman en zijn scheper weer op vrije voeten waren gesteld.

### De grote brand van Holten

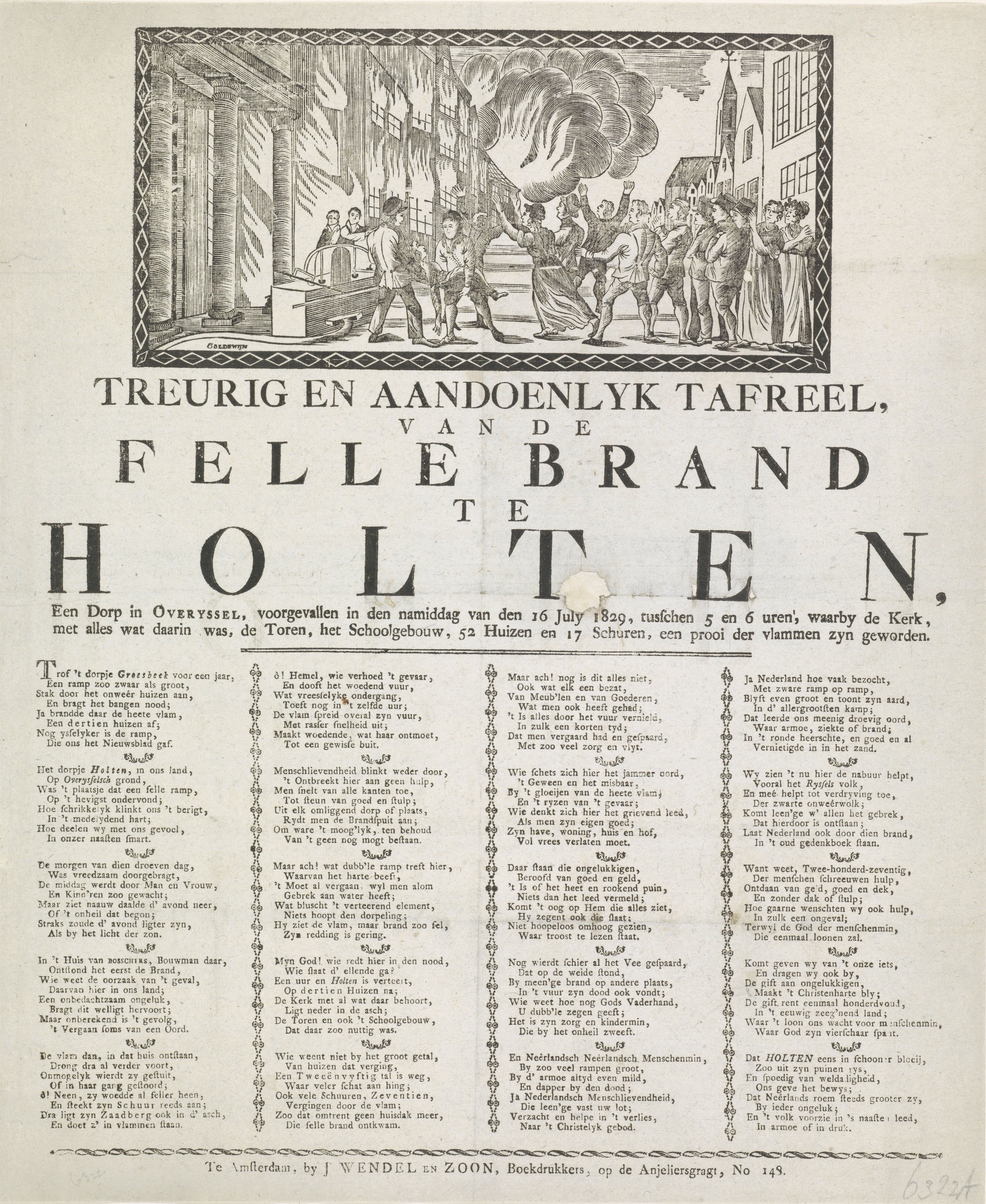
Nieuwsprent uit 1829. Lied in 20 coupletten door Jacob Coldewijn over de brand van Holten op 16 Juni 1829. Een groot deel van Holten ging in vlammen op, inclusief de kerk, de kerktoren, de school en het meestershuis, de apotheek, en in totaal 52 huizen en 17 schuren.

Branden in en om Vriezenveen werden regelmatig door Kruys vastgelegd. Op 5 oktober 1822 beschreef hij het tragische lot van de vrouw van Jan Schot uit Holten. Haar huis stond in brand toen zij weer naar binnen ging om eigendommen te redden. De voorgevel met het dak van stro stortte op dat moment in en de vrouw kwam naar buiten terwijl ze, volgens de beschrijving van Kruys, “in ligte laije vlam stond”. Ze overleed ruim twee weken later aan haar brandwonden. Op 18 juni 1829, stond Kruys zoals gebruikelijk stil bij de herdenking van de slag bij Waterloo. Op die dag noteerde hij echter ook een grote brand, wederom in Holten:

Gisteren namiddag ten 4 uren berigte ons de Bode, van Almelo komende dat eergisteren nademiddag, Holten op eenige weinige huizen na, was afgebrand en zelfs ook de kerk en den toren; zullende er weinig uit dezen brand zyn gered. Men verlangd naar nadere berichten van deze droevige gebeurtenis.

De brand van Holten begon met de vlam in de pan in het huis van de familie Bosschers. Binnen een uur was een groot deel van Holten in vlammen opgegaan. Er waren geen dodelijke slachtoffers. Op 24 juni vervolgde Kruys:

De te Holten onlangs afgebrande huizen zyn volgens den Zwolschen Courant 52 en	17 Schuren, waarvan 39 huizen tegen brandschade zyn	verwaarborgd. Weinig is er uit dezen brand gered en 2 paarden en 5 varkens zyn er in omgekomen. Daar den brand tusschen 5 en 6 uren s' nademiddags voorviel was het vee naar de weide. Twee honderd en vyftig menschen zyn er door van hunne have	en bezettingen beroofd.
Den Brand is by den Bouwman	Jan Bosschers ontstaan;	waar door, wordt niet gemeld.
De kerk, toren en school zyn mede een prooi der vlammen geworden.

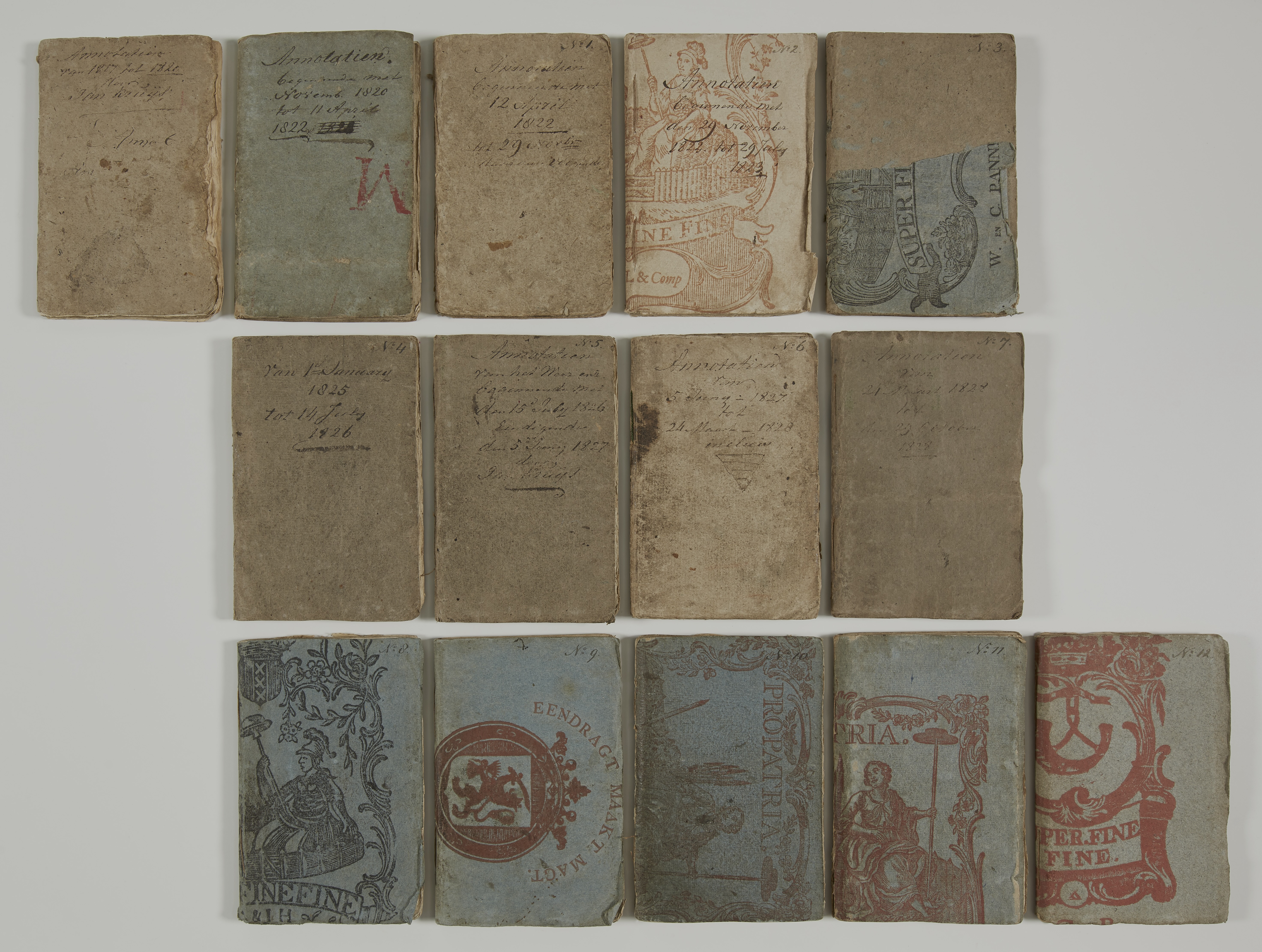
De 14 delen van het dagboek van Jan Kruys

— Transcriptie: Frans Harwig en Erik Berkhof (de tekst is hier en daar aangepast ten behoeve van de leesbaarheid).